# Moon Safari
Moon Safari es el álbum debut del dúo francés de música electrónica Air, lanzado el 16 de enero de 1998. El 14 de abril de 2008, Virgin Records reeditó el álbum para conmemorar el décimo aniversario de la publicación del álbum. La edición limitada del álbum incluye un libro encuadernado, un documental de DVD sobre el dúo, más un CD extra con actuaciones en vivo y remixes. La revista Rolling Stone lo consideró como el 93.er mejor álbum de la década del '90, mientras que la edición francesa lo nombró como el # 65 en su lista de los 100 álbumes de rock francés más grandes de todos los tiempos. Moon Safari preparó el escenario para inicio de la música downtempo.
El álbum alcanzó el número 6 en la lista de álbumes del Reino Unido, por la que recibió la certficación de platino otorgada por la British Phonographic Industry. Mientras en su natal Francia obtuvo el número 21 siendo certificado de oro. Según Nielsen SoundScan, el álbum ha vendido 364 000 copias hasta el 2009.

## Lista de canciones

### Lanzamiento original
Todas las canciones escritas y compuestas por Air, excepto las indicadas. 
| N.º | Título                                     | Escritor(es)                         | Duración |  |
| 1.  | «La femme d'argent»                        |                                      | 7:10     |  |
| 2.  | «Sexy Boy»                                 |                                      | 4:57     |  |
| 3.  | «All I Need»                               | letras por Beth Hirsch               | 4:28     |  |
| 4.  | «Kelly, Watch the Stars»                   |                                      | 3:44     |  |
| 5.  | «Talismán»                                 |                                      | 4:16     |  |
| 6.  | «Remember»                                 | co-compuesta con Jean-Jacques Perrey | 2:34     |  |
| 7.  | «You Make It Easy»                         | letras por Hirsch                    | 4:00     |  |
| 8.  | «Ce matin là»                              | co-compuesta con Patrick Woodcock    | 3:38     |  |
| 9.  | «New Star in the Sky (Chanson pour Solal)» |                                      | 5:38     |  |
| 10. | «Le voyage de Pénélope»                    |                                      | 3:10     |  |

Notas
- "La femme d'argent" contiene elementos de "Runnin'" por Edwin Starr.
- "Remember" samplea a "Do It Again" de The Beach Boys.
- "Kelly, Watch the Stars" fue utilizada en la película de 2010 Exit Through the Gift Shop durante el paseo en moto, poco después de que Thierry conoce a Shepard Fairey.

### Relanzamiento por el décimo aniversario (2008)
| Bonus Disc |                                                     |          |  |
| N.º        | Título                                              | Duración |  |
| 1.         | «Remember» (Versión de David Whitaker)              | 2:25     |  |
| 2.         | «Kelly Watch the Stars» (Live on the BBC, 1998)     | 2:44     |  |
| 3.         | «J'ai dormi sous l'eau» (Live on the BBC, 1998)     | 4:10     |  |
| 4.         | «Sexy Boy» (Live on the BBC, 1998)                  | 3:10     |  |
| 5.         | «Kelly, Watch the Stars» (The Moog Cookbook Remix)  | 5:40     |  |
| 6.         | «Trente millions d'amis» (Live on KCRW radio, 1998) | 4:34     |  |
| 7.         | «You Make It Easy» (Live on KCRW, 1998)             | 4:45     |  |
| 8.         | «Bossa 96» (Demo)                                   | 4:44     |  |
| 9.         | «Kelly, Watch the Stars» (Demo)                     | 3:46     |  |
| 10.        | «Sexy Boy» (Beck "Sex Kino Mix")                    | 6:36     |  |

DVD
- "Eating Sleeping Waiting & Playing" de Mike Mills.
- Vídeos musicales de "Sexy Boy", "Kelly Watch the Stars", "All I Need", y "Le soleil est près de moi"  (del EP Premiers Symptômes).

## Personal
- Jean-Benoît Dunckel – teclados, sintetizador, órgano, voz, piano, tubos de cacerola, aplausos, glockenspiel
- Nicolas Godin – bajos, sintetizador, percusión, voz, guitarra, aplausos, armónica, glockenspiel, piano, órgano, tambores
- Beth Hirsch – voces
- Enfants Cuadrado Burcq – coros
- Alf (a.k.a. Stephane Briat)  – Aplausos
- Caroline L. – Aplausos
- Marlon – batería
- Eric Regert – órgano
- David Whitaker – arreglo de cuerdas, dirección orquestal
- P. Woodcock – Guitarra acústica, tuba